# Corn dog

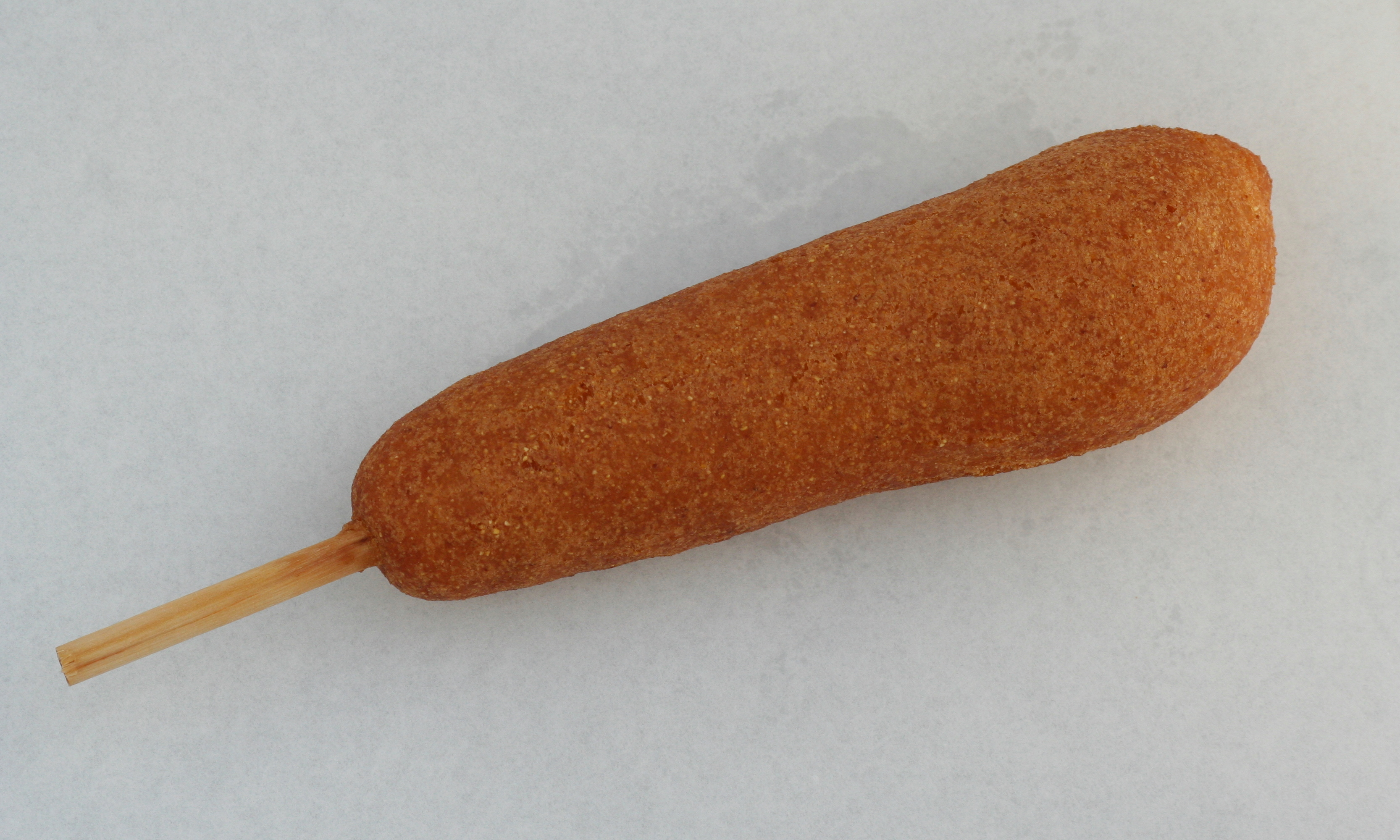
Un corn dog.

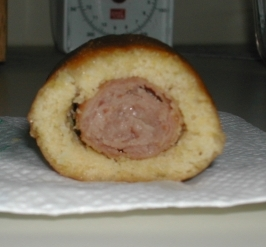
Sección interior de un corn dog en el que se puede apreciar la salchicha.

El corn dog (a veces también corndog) conocido en español como salchicha empanizada, banderilla, perrito de maíz o perrito empanado es una especie de perrito caliente compuesto de una salchicha recubierta con una masa de pan de maíz y que posteriormente se fríe en aceite muy caliente, aunque algunas variantes se preparan al horno. Casi todos los corn dogs se sirven clavados en palos de madera, sin embargo originariamente no era así. Los corn dogs se suelen vender en puestos o carritos callejeros y en restaurantes de comida rápida. 

## Denominación

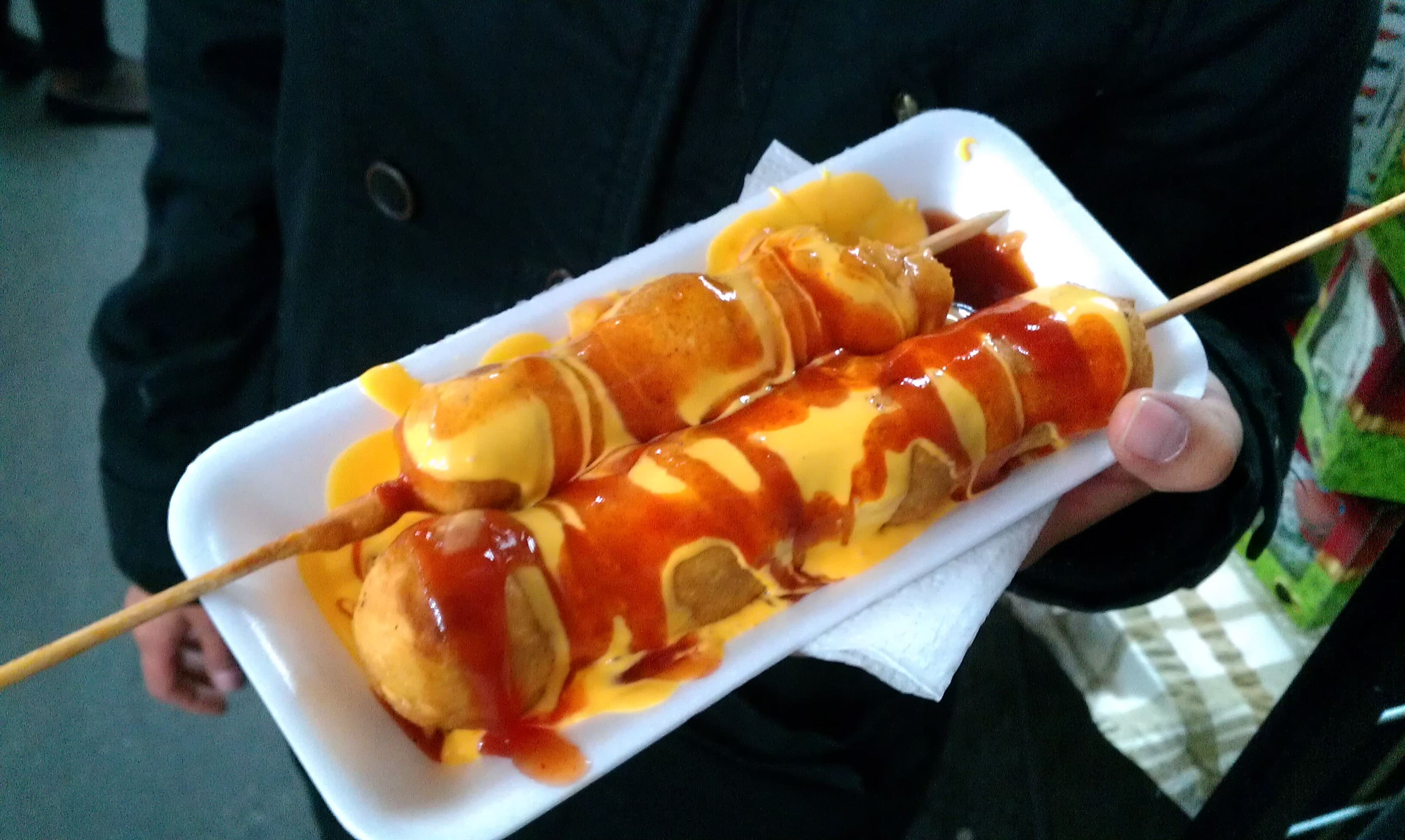
Banderillas en un tianguis navideño en la colonia Industrial, Ciudad de México.

Los corndogs son conocidos también como pogos en Canadá, que es un nombre genérico asociado a una marca que los comercializa como corn dog. Algunos canadienses se refieren también a ellos como pronto pups. Son conocidos igualmente en Australia como Dagwood dogs, Pluto pups o incluso como Dippy dogs, con la variación conocida de battered sav (saveloy rebozado). En Japón se conocen como American hot dogs y también como amerikan doggu, o American Dogs. En Europa son conocidos como toasty dogs. En México son conocidos como banderillas.

## Historia
El Corn dog se popularizó en 1942 en la Texas State Fair, en Dallas Texas, instante y lugar donde fue introducido por Carl y Neil Fletcher. Entonces los vendedores de Pronto Pup en el Minnesota State Fair reclamaron la invención del corn dog en el año 1941.
El primer corn dog servido clavado en un palo fue el cozy dog, y hoy en día todavía se sirve en el restaurante Cozy Dog Drive In en Springfield, Illinois. En 1946, Ed Waldmire Jr. empleó una masa que le elaboró su amigo Don Strand y empleó el tendedor de cocktails como palo. Denominó a esta invención como un nuevo hot dog un crusty cur.